# Большой побег (1778)

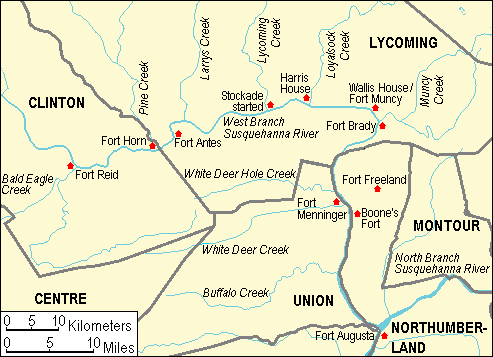
Карта Северо-Восточной Пенсильвании в 1778 году. На карте указаны форты и малые реки, а также современные границы округов Пенсильвании

Большой побег (англ. Big Runaway) — массовая эвакуация в июне и июле 1778 года американских поселенцев из приграничных районов Северо-Центральной Пенсильвании во время войны за независимость США. Серия разрушительных рейдов лоялистов и пробританских ирокезов на американские поселения, расположенные вдоль притоков реки Саскуэханна, привела к тому, что командование ополчения патриотов отдало приказ об эвакуации. Большинство поселенцев укрылось в форте Огаста, остальные — в других небольших постах и укреплённых домах. Оставленные американцами дома и хозяйственные постройки были сожжены ирокезами и лоялистами